# اسرا د ابرو
اسرا د ابرو (به اسپانیایی: Osera de Ebro) یک دهستان در اسپانیا است که در استان ساراگوسا واقع شده‌است. اسرا د ابرو ۲۴ کیلومتر مربع مساحت و ۳۷۹ نفر جمعیت دارد.